# オレンジ・キス
『オレンジ・キス』(Orange Kiss)は、宇佐美真紀による日本の漫画作品。
『Betsucomi』（小学館）2003年7月号に掲載された。

## あらすじ
何かした覚えはないのに、なぜかクラスメイトの清水に無視され、気に食わない紅。
だが、紅はまともに口を聞いたこともないその清水とキスをする夢を見てしまい……。

## 登場人物
貴島 紅（きじま あか）
清水に無視される理由も分からないのに、彼とキスする夢を見てしまい更に戸惑う。
清水（しみず）
紅のクラスメイト。紅に無視されていると思っている。

## 単行本収録作品
シアワセノコトバ
『Betsucomi』2003年9月号 掲載、『キャラメルミルクティー』収録の「No.1ガール」の少し前の物語
モデルにスカウトされた才子は、しつこく言い寄ってくる男子に諦めてもらおうと、たまたま目に入った『「柏原ハジメ」のことが好き』だと言ってしまう。だが、ハジメは誰からも好かれる人物で、一部の女子から嫌がらせを受けるようになってしまう。
最終電車 夜空を走る
『Betsucomi』2003年10月号 掲載
ひょんなことから付き合い始めた芽衣と安藤。時々虚ろな表情を見せる安藤が心配な芽衣は、彼に他に好きな人がいるのではないかと勘ぐる。聞いてもまともに答えてくれない安藤だが、安藤がどこかへ出かけるのを、芽衣は後先構わず追っていく。